# Nujaure
Nujaure är en sjö i Gällivare kommun i Lappland och ingår i Luleälvens huvudavrinningsområde. Sjön har en area på 6,46 kvadratkilometer och ligger 573 meter över havet. Nujaure ligger i Sjaunja Natura 2000-område. Sjön avvattnas av vattendraget Sjaunjaätno.

## Delavrinningsområde
Nujaure ingår i det delavrinningsområde (749325-165664) som SMHI kallar för Utloppet av Nujaure. Medelhöjden är 632 meter över havet och ytan är 54,59 kvadratkilometer. Räknas de 5 avrinningsområdena uppströms in blir den ackumulerade arean 96,6 kvadratkilometer. Sjaunjaätno som avvattnar avrinningsområdet har biflödesordning 2, vilket innebär att vattnet flödar genom totalt 2 vattendrag innan det når havet efter 312 kilometer. Avrinningsområdet består mestadels av skog (33 procent), sankmarker (20 procent) och kalfjäll (24 procent). Avrinningsområdet har 7,19 kvadratkilometer vattenytor vilket ger det en sjöprocent på 13,2 procent.